# Zöldterület
A zöldterület egy gyűjtőfogalom: a település beépítésre nem szánt területeinek részben vagy egészben állandóan növényzettel fedett, más területfelhasználási egységhez nem tartozó közterülete, kivételesen közhasználat céljára átadott területe (így közparkok, közkertek).
 Zöldterület csak közterület lehet.
Nem tévesztendő össze a zöldfelülettel.
A zöldterületek között céljuk, helyük, használatuk módja, s ennek megfelelő kialakulásuk szerint egymástól eltérő fajtákat különböztetünk meg. E fajták nem mindenkor jelentkeznek tisztán, gyakran egybefolyva vagy területileg összeszövődve fordulnak elő. Fajtájuk szerint megkülönböztetve, a zöldterület fogalmán belül vannak: városi díszkertek, üdülő parkok, gyermekparkok, fasorok, kultúrparkok, sportparkok, középületek kertjei, lakóházak kertjei, erdőparkok, védőterületek, botanikus kertek, úttörőtáborok, temetők, erdők, kertészet és mezőgazdasági területek.

## Fajtái
- Városi díszkertek: Belterületen, elsősorban díszítő céllal, csak rövid ideig tartó pihenésre berendezve, a kisebbek neve: szkver (square)
- Üdülő parkok: Belterületen, tereken vagy parksávok formájában felnőtteknek napközi üdülésre, gyermekeknek játszóhellyel.
- Gyermekparkok: Az üdülőpark különös formája, elsősorban gyermekek játékai részére berendezve, a különböző korcsoportok igényei szerint.
- Fasorok, sétányok: Egyes fák, amelyek egyaránt szolgálnak díszül és üdülésre.
- Kultúrparkok: Lehetőleg a belterületen, díszítő és üdülési céllal létesített nagyobb parkok, amelyek egyben a szórakozás, művelődés, sport különböző intézményeit is magukban foglalják.
- Sportparkok: A kisebbek belső területen, a nagyobbak esetleg külterületen, a sportpályákon túlmenően, azokat övezően üdülőpark jelleggel kialakítva.
- Középületek kertjei: Rendeltetésszerű használatuknak megfelelően berendezve (iskola, kórház). Ezek legtöbbször a díszítő célt és az üdülőpark jelleget egyesítik.
- Lakóházak, lakótömbök, soklakásos lakóházak kertjei(előkertek a ház és az utca közt, oldalkertek, hátsókertek). Céljuk: védelem, szép környezet, üdülés, játék biztosítása.
- Erdőparkok: Külterületen, általában nagyobb méretben, erdőszerűen ültetett, de kifejezetten üdülési célra létesített jól megközelíthető parkok, ahol a látogatók hosszabb időt, félnapot vagy többet, ahová kirándulnak.
- Védőterületek: Az egész település szélvédelmét, ipari és lakóterületek elválasztását, lakóterületek védelmét szolgálják ipartelepek, benzinkutak, raktárterületek, a mozgó vagy nyugvó fogalom területei, vasutak káros vagy zavaró hatásai ellen, de lehetnek egyes városrészek, esetleg egyes üzemek védelmét célzó területek.
- Botanikus kertek, állatkertek: A településen túlterjedő, országos vagy táji jelentőségű intézmények, egyben zöldterületi funkciójuk is van.
- Úttörőtáborok, sátortáborok, kemping: A településen kívül létesített üdülés célú zöldterület.
- Temetők: Külterületen létesített egészségügyi intézmények, amelyek ugyanakkor a zöldterület szerepét is betöltik korlátozott használattal.
- Erdők: Elsősorban gazdasági, termelési céllal létesített, de bizonyos korlátozással  üdülésre is használható zöldterületek, amelyek egyben más rendeltetést is betölthetnek, pl. védősávok lehetnek.
- Kertészet és mezőgazdasági termelő területek: Főként a termelés érdekeit szolgálják, de némi zöldterületi értékük is van, mert esetleg védőterületek, vagy bizonyos korlátozással sétára, pihenőhelyekül használhatók.